# Emanuel Murant

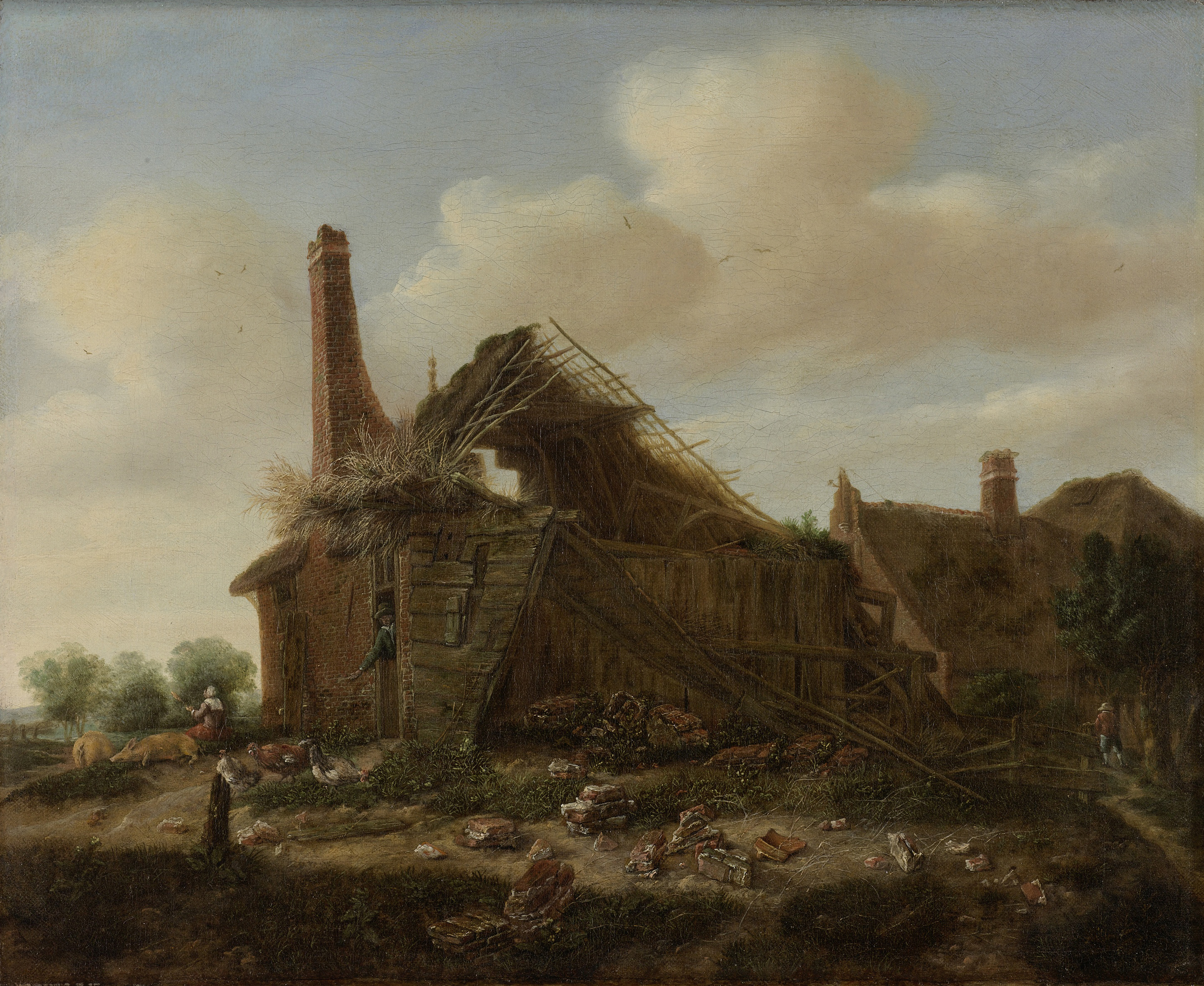
Vervallen boerderij

Emanuel Murant (Amsterdam, 22 december 1622 - Leeuwarden, ca. 1700) is een Nederlandse kunstschilder van landschappen en oude huizen. Zijn werk hangt onder andere in het Fries Museum. 

## Biografie
Murant was de oudste van zes kinderen. Hij groeide op te Amsterdam, in de Koestraat, niet ver van de Latijnse school waar zijn vader leraar was. Zijn vader was calvinist, had in Genève gestudeerd, dichtte in zijn vrije tijd. De familie woonde vrijwel naast Jan Pieterszoon Sweelinck, de componist. Zijn moeder had connecties met Leonora Hellemans, de vrouw van P.C. Hooft. Zijn broer, een spiegelmaker, handelde op Rusland en beheerde een collectie schilderijen van Emanuel.
Murant kreeg les van Philips Wouwerman in Haarlem, maar reisde tussen 1642 en 1648 door Frankrijk. In 1649 was hij terug in Amsterdam. Hij kreeg een baantje bij de Admiraliteit van Amsterdam als secretaris van Sipke Fockes. In 1654 trouwde hij met zijn buurmeisje Elisabeth Assueres Fransen. Zijn schoonvader was een zilversmid, afkomstig uit Bolsward. In 1658 stierf hun zoon. In 1665 woonde hij in Naarden. Mogelijk ligt zijn vrouw daar begraven. 
In 1670 hertrouwde hij in Leeuwarden met Berberke Willems. Het echtpaar kreeg drie dochters. Schilders als Murant, Richard Brakenburg en Jurriaen Jacobsz. werkten hier op behoorlijk hoog niveau. In 1696 woonde hij buiten de stad, maar niet ver van de grachtswal.

## Werk
Arnold Houbraken schreef over Murant in zijn De groote schouburgh der Nederlantsche konstschilders en schilderessen: "Zyn geneigtheid viel op het verbeelden van Hollandsche Dorpen Landgezigten, en wel inzonderheid op het verbeelden van bouwvallige boere keeten, en huisjes, welke hy zoodanig uitvoerig verbeeld heeft, dat men de steenen van 't muurwerk konde tellen; waar uit wel af te meten is, dat hy geen groot getal van Schilderyen in de waereld gebragt heeft; aangezien dusdanige wyze van schilderen veel tyd met zig sleept. Zyn Broeder David Murant, tot Amsterdam, bezit wel het meeste getal van zyne konstwerken die hier te land zyn, wyl hy veele jaren in Vrankryk en elders gereist heeft. Inzonderheid was zyn Konst in Vriesland gewild: daar hy met 'er woon naar toe trok. Dog hy is te Leeuwaarden in 't jaar 1700 gestorven."
De connectie tussen Jan van der Heyden die vanaf 1680 ook in de Koestraat woonde en Murant is onduidelijk, maar een samenwerking wordt verondersteld vanwege de gelijkenis in het schilderen van bakstenen muren. 

## Bron
- Liedtke, W. (2008) Dutch Paintings in the Metropolitan Museum of Art, p. 497-500. Yale University Press. New Haven and London.